# Zazà (film 1923)
Zazà è un film del 1923 diretto da Allan Dwan.

## Trama
Zaza, una canzonettista parigina di music hall, si innamora di un diplomatico, Bernard Dufresne, credendolo scapolo. Ma Florianne, una sua collega gelosa, le rivela che l'uomo è già sposato. Anche se Dufresne vorrebbe divorziare, Zazà rinuncia all'amore per salvare la famiglia di lui. Anni dopo, Zazà ritroverà Dufresne dopo che è rimasto vedovo.

## Produzione
Il film fu prodotto dalla Famous Players-Lasky Corporation.

### La commedia
La commedia originale è stata scritta da Pierre Berton e da Charles Simon: negli Stati Uniti probabilmente è più conosciuto l'adattamento inglese di David Belasco.
Nel 1899, a Broadway la pièce venne interpretata da Mrs. Leslie Carter. Andò in scena al Garrick Theatre il 9 gennaio 1899.

## Distribuzione
Distribuito dalla Paramount Pictures, il film - presentato da Adolph Zukor - uscì nelle sale cinematografiche USA il 21 ottobre dopo esser stato presentato in prima il 16 settembre 1923.

### Date di uscita
IMDb
- USA	16 settembre 1923	 (New York City, New York)
- USA	21 ottobre 1923
- Norvegia	novembre 1924
- Finlandia	8 marzo 1925
- Spagna	24 gennaio 1927

Alias
- Zaza	Norvegia / Spagna

## Versioni cinematografiche
- Zaza (Francia) di Adrien Caillard  (1913)
- Zaza (Usa) di Edwin S. Porter con Pauline Frederick  (1915)
- Zazà (Usa) di George Cukor con Claudette Colbert  (1938)
- Zazà (Italia) di Renato Castellani con Isa Miranda  (1944)
- Zaza (Francia) di René Gaveau con Lilo  (1956)